# Adolf Heinrich Karl Steinmetz

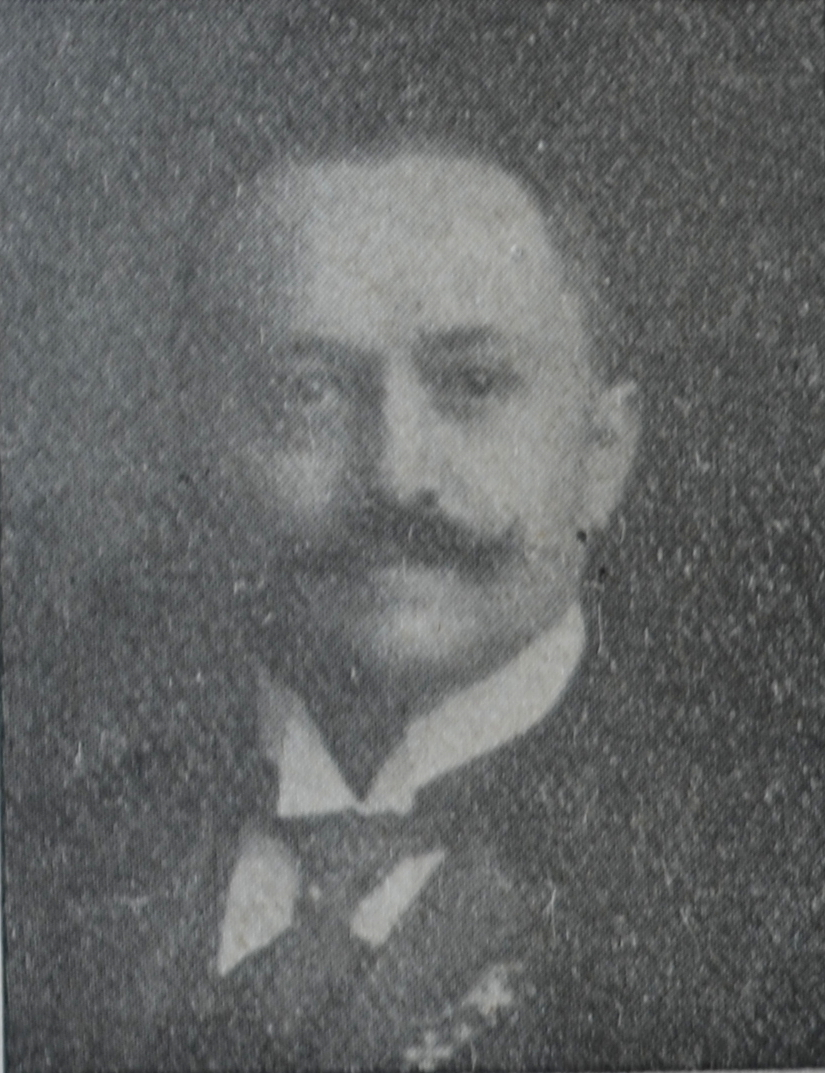
Adolf Heinrich Karl Steinmetz, 1911

Adolf Heinrich Karl Steinmetz (* 14. Januar 1868 in Durlach; † 1919 in Montigny-lès-Metz) war Architekt und Mitglied der zweiten Kammer des Landtags des Reichslandes Elsaß-Lothringen.
Adolf Heinrich Karl Steinmetz besuchte die evangelische Elementarschule, das Realgymnasium und die Technische Hochschule Karlsruhe. Danach war er als Architekt bei Behörden und Baugeschäften tätig. Ab 1892 war er Teilhaber, ab 1903 alleiniger Inhaber eines Baugeschäftes in Montigny (Kreis Metz).
Ab 1902 war er Mitglied des Gemeinderates und Bürgermeister (später wurde er Ehrenbürgermeister). Er war Mitglied der Wegebaukommission des Kreises Metz-Land und ab 1902 Vorstandsmitglied und ab 1908 Vorsitzender der Sekt. VI (Lothringen) der Südwestlichen Baugewerks-Berufsgenossenschaft. Ab 1908 war er Hauptmann der Landwehr i. A.
Bei der ersten (und einzigen) Wahl zum Landtag trat er im Wahlkreis Montigny-Sablon als unabhängiger Kandidat an. Im Ersten Wahlgang wurden im Wahlkreis von den 6.125 Stimmberechtigten 4.769 Stimmen abgegeben. Auf den Zentrumskandidaten Rech entfielen 2.022, als Steinmetz 1.987 und auf den Sozialdemokraten 750 Stimmen. In der Stichwahl siegte Steinmetz mit 3.018 Stimmen gegen Rech, der 2.241 Stimmen erhielt. Adolf Heinrich Karl Steinmetz gehörte dem Landtag bis 1918 an. Das Landtagshandbuch bezeichnet ihn als Unabhängig-Fortschrittlich.